# نساقلعه
نساقلعه (به ترکی آذربایجانی: Nisəqələ) یک منطقهٔ مسکونی در جمهوری آذربایجان است که در شهرستان یاردیملی واقع شده‌است. نساقلعه ۹۰۱ نفر جمعیت دارد.